# Ягулка (приток Вожойки)
Ягулка — река в России, протекает в Завьяловском районе Удмуртии. Правый приток Вожойки, бассейн Позими.

## География
Длина реки составляет 12 км. Протекает в сельском поселении Ягульское в пригородной зоне Ижевска.
Исток на краю леса к северу от города, в километре от ИКАД (у мкрн. Орловское). В верховьях течёт по лесу на север, затем поворачивает на юго-восток. В средней части, на выходе из леса, на реке плотно расположены деревни Старое Михайловское, Крестовоздвиженское, село Ягул и дачные посёлки между ними. Ниже Ягула река вновь течёт по краю леса и впадает в Вожойку в 12 км от её устья.
Основные притоки (от устья): Каркашурка (пр), Кудалик (пр), Гурзевайка (лв).
В селе Ягул имеется пруд, по плотине которого проходит автодорога Ижевск — Русский Вожой.
В бассейне реки также расположены починок Новомихайловский, частично — деревня Хохряки и окраинные дачные посёлки на территории городского округа Ижевск.

## Данные водного реестра
По данным государственного водного реестра России относится к Камскому бассейновому округу, водохозяйственный участок реки — Иж от истока и до устья, речной подбассейн реки — бассейны притоков Камы до впадения Белой. Речной бассейн реки — Кама .
Код водного объекта в государственном водном реестре — 10010101212111100027095.